# Raja radula
Raja radula är en rockeart som beskrevs av Delaroche 1809. Raja radula ingår i släktet Raja och familjen egentliga rockor. IUCN kategoriserar arten globalt som otillräckligt studerad. Inga underarter finns listade i Catalogue of Life.